# Врховська Вас
Врховська Вас (словен. Vrhovska vas) — поселення в общині Брежиці, Споднєпосавський регіон, Словенія. Висота над рівнем моря: 252,3 м.